# Hal Gill
Harold Priestley Gill III (né le 6 avril 1975 à Concord, Massachusetts aux États-Unis) est un joueur professionnel américain de hockey sur glace.

## Biographie

### Ses débuts
Harold Priestley Gill III naît le 6 avril 1975 à Concord, ville située au Massachusetts aux États-Unis. Il grandit en idolâtrant Raymond Bourque, défenseur vedette des Bruins de Boston. Durant ses années au Nashoba Regional High School à Bolton, Gill jouait en tant que quarterback au football américain. Il a également joué au hockey sur glace et en 1992-1993, il parvient à totaliser cinquante points en vingt matchs. Lors du repêchage d'entrée dans la Ligue nationale de hockey de 1993, Gill est choisi au huitième tour, 207e joueur sélectionné, par les Bruins de Boston.
En 1993, il part dans le Rhode Island pour  rejoindre le Providence College et joue dans le championnat universitaire, la National Collegiate Athletic Association en jouant pour les Friars. En 1995, les Friars perdent la finale de la division Hockey East contre les Eagles de Boston College avant de remporter le tournoi la saison suivante.
Lors de sa dernière saison dans la NCAA en 1996-1997, Gill connaît sa meilleure saison en comptant vingt-et-un points. À l'issue de la saison, il reçoit un trophée de son équipe, le Ron Wilson Award, remis au meilleur joueur défensif.

### Les Bruins de Boston
Après avoir terminé ses études dans le Providence College, Gill reste dans le Rhode Island en faisant ses débuts professionnels avec les Bruins de Providence, l'équipe affiliée dans la Ligue américaine de hockey à la franchise de Boston. Il ne joue que quatre matchs, un but et vingt-trois minutes dans le but des punitions puisqu'il réussit à gagner une place dans l'équipe de Boston. Il retrouve ainsi son idole d'enfance, Raymond Bourque. Gill termine la saison en jouant soixante-huit matchs pour six points. L'équipe des Bruins est qualifiée pour les séries éliminatoires mais est éliminée par les Capitals de Washington. La saison suivante, l'équipe du Massachusetts font les séries et après avoir défait les Hurricanes de la Caroline, elle est éliminée en six matchs par les Sabres de Buffalo qui vont finalement atteindre la finale de la Coupe Stanley.
Alors que les Bruins ne sont qualifiés aux séries en 1999-2000 avec la dernière place de la division Nord-Est, Gill prend part au championnat du monde avec les États-Unis. Premiers de leur poule, les Américains sont battus en quart de finale face à la Slovaquie. Alors que les Bruins ratent encore les séries la saison suivante, n'étant qu'a deux points des Hurricanes, dernière équipe qualifiée aux séries éliminatoires. Gill joue encore une fois dans l'équipe américaine au championnat du monde. Deuxièmes de leur poule, les Américains parviennent à battre le Canada en prolongation à la suite du but de Darby Hendrickson en quart de finale. Les Américains vont ensuite perdre le match contre la Finlande en demi-finale et contre la Suède pour le match pour la troisième place.
En 2001-2002, Gill parvient à inscrire vingt-deux points durant ses soixante-dix-neuf matchs et les Bruins parviennent à faire les séries éliminatoires en terminant à la tête du classement de l'association de l'Est. Les Canadiens de Montréal, dernière équipe qualifiée aux séries, surprennent les Bruins en les éliminant en six rencontres.

### Carrière
Il est choisi en 1993 au cours du repêchage d'entrée dans la Ligue nationale de hockey par les Bruins de Boston au 8e tour, en 207e position. Mesurant 2 mètres 01, il est le second plus grand joueur de l'histoire de la LNH après Zdeno Chára et ses 2,06 m. Il a signé le 1er juillet 2006 en tant qu'agent libre avec les Maple Leafs de Toronto.
Le 26 février 2008, il est échangé aux Penguins de Pittsburgh en retour de deux choix de repêchage. Avec l'équipe 2007-2008, il parvient à la finale de la Coupe Stanley mais finalement l'équipe perd 4 matchs à 2 après avoir remporté le cinquième match de la finale sur la glace des Red Wings de Détroit au bout de trois prolongations. Toujours avec les Penguins de Pittsburgh, Hal Gill soulève finalement la Coupe Stanley lors de la saison 2008-2009 après le septième match de la finale contre les Red Wings de Détroit.
Le 1er juillet 2009, il accède à l'autonomie et signe un contrat de deux ans avec les Canadiens de Montréal.
Le 20 octobre 2011, il joue son 1000e match dans la LNH contre Pittsburgh.
Le 17 février 2012, il est échangé par les Canadiens de Montréal aux Predators de Nashville en retour de Blake Geoffrion, Robert Slaney ainsi qu'un choix de deuxième tour pour le repêchage de 2012.
Le 7 septembre 2013, les Flyers de Philadelphie engage Gill à titre d'essai, lui permettant de participer à leur camp d'entraînement. Le 1er octobre, l'équipe le signe pour un contrat d'un an de 700 000 $. Gill a disputé à peine six matchs pour les Flyers, étant par la suite rayé de la formation.
Le 23 avril 2015, Gill annonce sa retraite du hockey professionnel après une carrière de 16 saisons dans la ligue nationale.

## Statistiques
| Saison     | Équipe                 | Ligue      |       | Saison régulière | Saison régulière | Saison régulière | Saison régulière | Saison régulière |   | Séries éliminatoires | Séries éliminatoires | Séries éliminatoires | Séries éliminatoires | Séries éliminatoires |
| Saison     | Équipe                 | Ligue      | PJ    | B                | A                | Pts              | Pun              | PJ               | B | A                    | Pts                  | Pun                  |                      |                      |
| 1992-1993  | Nashoba High School    | High S.    | 20    | 25               | 25               | 50               | -                | -                | - | -                    | -                    | -                    |                      |                      |
| 1993-1994  | Friars de Providence   | NCAA       | 31    | 1                | 2                | 3                | 26               | -                | - | -                    | -                    | -                    |                      |                      |
| 1994-1995  | Friars de Providence   | NCAA       | 26    | 1                | 3                | 4                | 22               | -                | - | -                    | -                    | -                    |                      |                      |
| 1995-1996  | Friars de Providence   | NCAA       | 39    | 5                | 12               | 17               | 54               | -                | - | -                    | -                    | -                    |                      |                      |
| 1996-1997  | Friars de Providence   | NCAA       | 35    | 5                | 16               | 21               | 52               | -                | - | -                    | -                    | -                    |                      |                      |
| 1997-1998  | Bruins de Providence   | LAH        | 4     | 1                | 0                | 1                | 23               | -                | - | -                    | -                    | -                    |                      |                      |
| 1997-1998  | Bruins de Boston       | LNH        | 68    | 2                | 4                | 6                | 47               | 6                | 0 | 0                    | 0                    | 4                    |                      |                      |
| 1998-1999  | Bruins de Boston       | LNH        | 80    | 3                | 7                | 10               | 63               | 12               | 0 | 0                    | 0                    | 14                   |                      |                      |
| 1999-2000  | Bruins de Boston       | LNH        | 81    | 3                | 9                | 12               | 51               | -                | - | -                    | -                    | -                    |                      |                      |
| 2000-2001  | Bruins de Boston       | LNH        | 80    | 1                | 10               | 11               | 71               | -                | - | -                    | -                    | -                    |                      |                      |
| 2001-2002  | Bruins de Boston       | LNH        | 79    | 4                | 18               | 22               | 77               | 6                | 0 | 1                    | 1                    | 2                    |                      |                      |
| 2002-2003  | Bruins de Boston       | LNH        | 76    | 4                | 13               | 17               | 56               | 5                | 0 | 0                    | 0                    | 4                    |                      |                      |
| 2003-2004  | Bruins de Boston       | LNH        | 82    | 2                | 7                | 9                | 99               | 7                | 0 | 1                    | 1                    | 4                    |                      |                      |
| 2004-2005  | Lukko Rauma            | SM-liiga   | 31    | 2                | 8                | 10               | 110              | 8                | 0 | 0                    | 0                    | 57                   |                      |                      |
| 2005-2006  | Bruins de Boston       | LNH        | 80    | 1                | 9                | 10               | 124              | -                | - | -                    | -                    | -                    |                      |                      |
| 2006-2007  | Maple Leafs de Toronto | LNH        | 82    | 6                | 14               | 20               | 91               | -                | - | -                    | -                    | -                    |                      |                      |
| 2007-2008  | Maple Leafs de Toronto | LNH        | 63    | 2                | 18               | 20               | 52               | -                | - | -                    | -                    | -                    |                      |                      |
| 2007-2008  | Penguins de Pittsburgh | LNH        | 18    | 1                | 3                | 4                | 16               | 20               | 0 | 1                    | 1                    | 12                   |                      |                      |
| 2008-2009  | Penguins de Pittsburgh | LNH        | 62    | 2                | 8                | 10               | 53               | 24               | 0 | 2                    | 2                    | 6                    |                      |                      |
| 2009-2010  | Canadiens de Montréal  | LNH        | 68    | 2                | 9                | 11               | 68               | 18               | 0 | 1                    | 1                    | 20                   |                      |                      |
| 2010-2011  | Canadiens de Montréal  | LNH        | 75    | 2                | 7                | 9                | 43               | 7                | 0 | 0                    | 0                    | 2                    |                      |                      |
| 2011-2012  | Canadiens de Montréal  | LNH        | 53    | 1                | 7                | 8                | 29               | -                | - | -                    | -                    | -                    |                      |                      |
| 2011-2012  | Predators de Nashville | LNH        | 23    | 0                | 5                | 5                | 8                | 5                | 0 | 0                    | 0                    | 0                    |                      |                      |
| 2012-2013  | Predators de Nashville | LNH        | 32    | 0                | 0                | 0                | 12               | -                | - | -                    | -                    | -                    |                      |                      |
| 2013-2014  | Flyers de Philadelphie | LNH        | 6     | 0                | 0                | 0                | 2                | 1                | 0 | 0                    | 0                    | 0                    |                      |                      |
| Totaux LNH | Totaux LNH             | Totaux LNH | 1 108 | 36               | 148              | 184              | 962              | 111              | 0 | 6                    | 6                    | 68                   |                      |                      |